# William Aguirre
William Duilio Aguirre Villavicenci (ur. 27 grudnia 1962) – nikaraguański lekkoatleta specjalizujący się w biegach długodystansowych, olimpijczyk.
Brązowy medalista biegu na 10000 metrów mistrzostw ibero-amerykańskich w 1983. Dwukrotnie (w 1990 i 1994) zdobywał złote medale w maratonie na Igrzyskach Ameryki Środkowej.
Dwukrotnie reprezentował swój kraj w igrzyskach olimpijskich. W 1992 podczas igrzysk w Barcelonie zajął 73 miejsce w maratonie. W 1996 w Atlancie zajął 99 miejsce w tej samej konkurencji.

## Rekordy życiowe
| Dystans               | Wynik    | Miejsce     | Data             |
| --------------------- | -------- | ----------- | ---------------- |
| bieg na 5000 metrów   | 14:46.50 |             | 1989             |
| bieg na 10 000 metrów | 30:25.25 | Hawana      | 10 marca 1989    |
| bieg maratoński       | 2:20:39  | Tegucigalpa | 13 stycznia 1990 |

Jego rekordy są jednocześnie rekordami kraju.